# Broken Creek
Broken Creek är ett vattendrag i Australien. Det ligger i delstaten Victoria, omkring 210 kilometer norr om delstatshuvudstaden Melbourne.
Trakten runt Broken Creek består till största delen av jordbruksmark. Runt Broken Creek är det mycket glesbefolkat, med 7 invånare per kvadratkilometer. Genomsnittlig årsnederbörd är 612 millimeter. Den regnigaste månaden är februari, med i genomsnitt 97 mm nederbörd, och den torraste är oktober, med 26 mm nederbörd.